# Boeing VC-25
Boeing VC-25 — обозначение специальной военной версии пассажирского самолёта Boeing 747.
VC-25 больше всего известен в роли «Борта номер один» (Air Force One) — так называется в Военно-воздушных силах США самолёт с президентом США на борту. Выпущенные два самолёта с бортовыми номерами 28000 и 29000 являются ранней модификацией Boeing 747-200B, но с пилотажным оборудованием и двигателями от Boeing 747-400ER. Несмотря на то, что формально название «Борт номер один» относится к самолёту только в тот момент, когда президент США находится на борту, нередко этот термин применяется для VC-25 в целом. VC-25 часто работают в связке с Marine One — вертолётом, который доставляет президента США в аэропорт в обстоятельствах, когда наземный транспорт для этого не пригоден. В случае если на борту присутствует первая леди или вице-президент США, но не сам президент, самолёту присваивается кодовое обозначение «Air Force One Foxtrot».

## История создания
Самолёт задумывался при Рональде Рейгане. Первый самолёт был пущен в эксплуатацию в 1990, при администрации Джорджа Буша. Задержки были связаны с установкой на самолёт дополнительной защиты от электромагнитного импульса.
Несмотря на то что VC-25, как обычный Boeing 747, имеет 2 палубы общей площадью 370 м², внутренние помещения были переделаны для президентских нужд. Самая нижняя палуба предназначена для багажа и запаса продовольствия. Самолёт имеет склад для продовольствия с холодильной камерой общей вместимостью более 2000 стандартных рационов. Пищу можно приготовить на двух кухнях, которые вместе позволяют накормить около 100 человек за раз. Так как вместимость багажа в самолёте соответствует только багажу пассажиров, президентскому рейсу обычно предшествует воздушный конвой из транспортных самолётов (обычно не менее одного C-5 Galaxy), которые несут в себе вертолёты, кортеж автомобилей и другое оборудование, необходимое для президентской свиты.
VC-25A способен преодолевать 12600 км без дозаправки (что соответствует 1/3 длины экватора) и может вмещать более 70 пассажиров. Каждый VC-25A стоит приблизительно $325 млн.

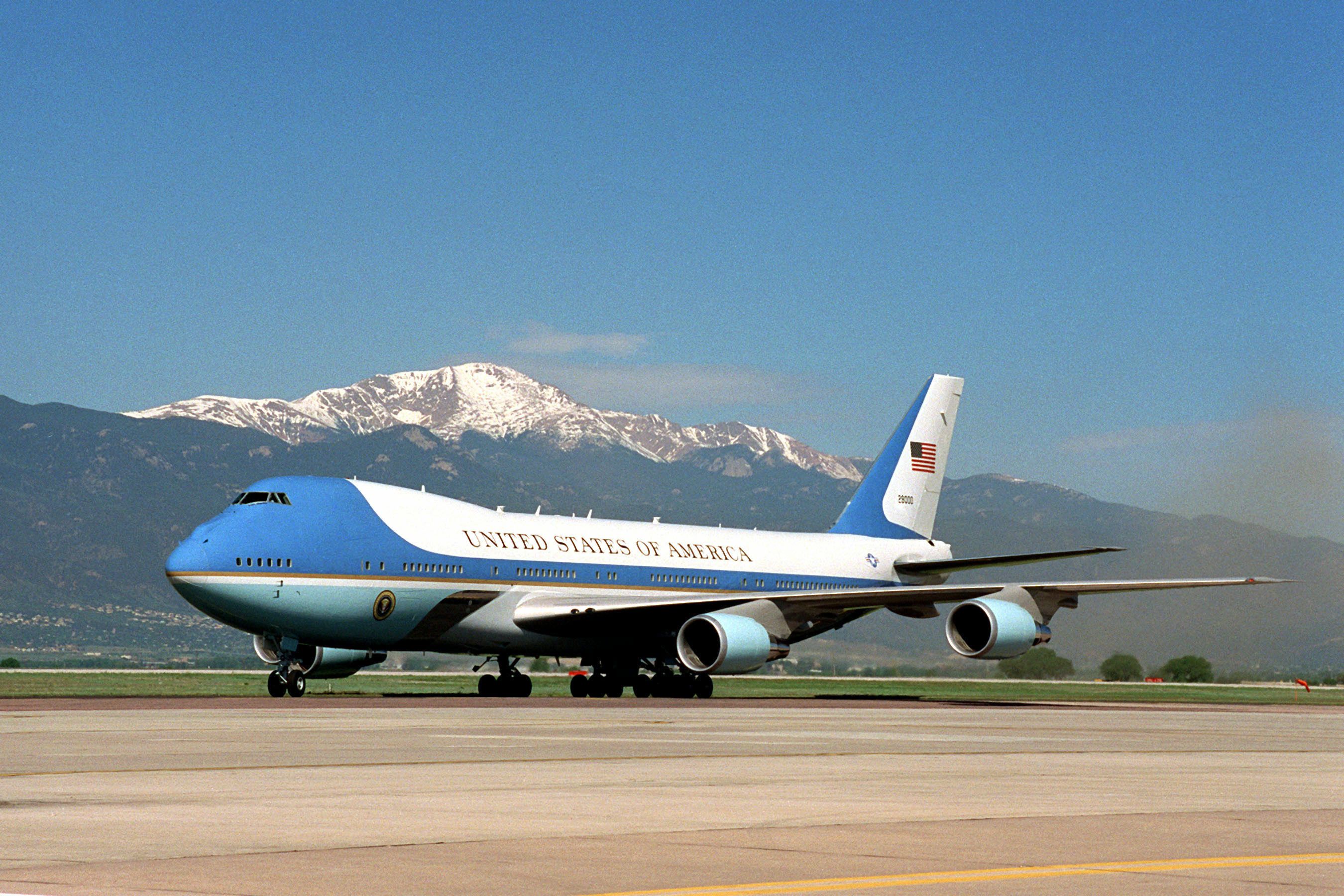
Борт номер один на военной базе Peterson (Колорадо) 16 июня 2004 года.

Главная пассажирская зона — на средней палубе, а система связи и кабина самолёта — на верхней палубе. На самолёте 3 выхода — два на нижней палубе и один на средней. Обычно президент заходит через главный вход на средней палубе, в то время как пассажиры и журналисты поднимаются на борт через вход в хвостовой части нижней палубы. Условия для прессы и других пассажиров такие же, как в салоне первого класса обычного Boeing 747.
На борту VC-25 медицинское оборудование включает в себя операционный стол, запас медикаментов и других медицинских средств, которые могут понадобиться при оказании экстренной медицинской помощи. Президент Джордж Буш (младший) во время пребывания в должности оборудовал «Борт номер один» беговой дорожкой. В каждом вылете на борту присутствует медицинский персонал. Салон самолёта разделён на места для гостей, старшего обслуживающего персонала, секретной службы США, службы безопасности и представителей СМИ. Президентское отделение включает в себя спальню с двумя диванами, которые можно разложить в кровать, туалет, душ и личный кабинет. Эти комнаты, включая президентский кабинет, большей частью расположены по правому борту, по левому борту расположен длинный коридор. Помещения в самолётах полностью оборудованы телекоммуникационными системами (включая 85 телефонов и 19 телевизоров). Имеются также секретные и не секретные факс и цифровые средства связи.

## Эксплуатация

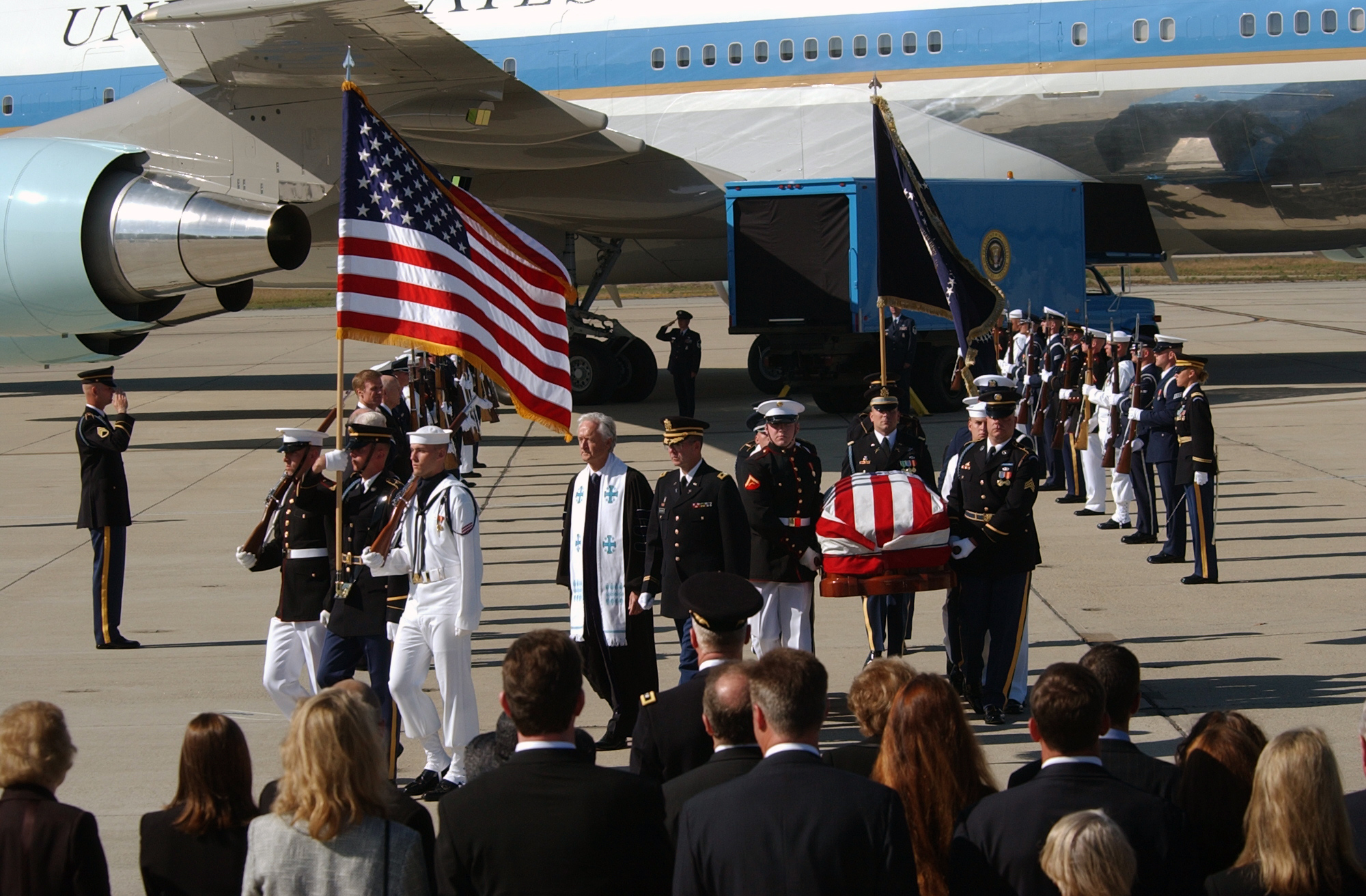
Гроб с телом Рональда Рейгана выносят из SAM 28000 на военно-морской базе Ventura County Point Mugu во время государственных похорон Рональда Рейгана в 2004 году.

VC-25 заменили VC-137C (военная версия Boeing 707), основу флота «Бортов номер один». Также VC-25 используют для полётов вице-президента США, в этом случае самолёт имеет позывной «Борт номер два». VC-25 входят в состав президентской авиационной группы, которая в свою очередь является частью Авиационного командования воздушных перебросок 89-го авиационного крыла, которое базируется на авиабазе Эндрюс в городе Camp Springs штата Мэриленд.
VC-25A могут быть также задействованы в качестве военного командного центра, например, в случае ядерной атаки. Специальная доработка самолёта позволяет ему производить дозаправку топлива в воздухе. Электронику на борту соединяет 383 км проводов, что в два раза больше, чем у обычного 747-го. Все провода имеют плотное экранирование для защиты от электромагнитного импульса в случае ядерной атаки. У самолётов также имеются средства радиоэлектронного противодействия для создания помех радарам противника, средства установки помех ракетам с инфракрасными головками самонаведения, противорадиолокационные отражатели для противодействия самонаводящимся ракетам. Многие другие возможности VC-25 являются секретными.
VC-25A также используется для транспортировки умерших бывших президентов США. Останки Рональда Рейгана и Джеральда Форда были транспортированы на SAM 28000 и 29000 в надлежащем порядке в Вашингтон в рамках их государственных похорон, где они обрели вечный покой, также использовался SAM 26000 для Линдона Джонсона. Гроб расположили внутри хвостовой части 747-го на главной палубе. Специально разработанный гидравлический лифт (схожий с тем, что используют для перемещения тележек с пищей на самолёте) с президентской печатью поднял гроб на борт 747-го. Традиция размещать гробы внутри установилась со времён Линдона Джонсона, когда экипаж отказался разместить тело президента США в грузовом отсеке.

## Подразделения
США
- Военно-воздушные силы США
  - 89-е воздушно-транспортное крыло[англ.]
    - 1st Airlift Squadron

## Спецификация (VC-25A)
- Экипаж: 26, из них 3 пилота
- Количество пассажиров: 76
- Длина: 70,6 м
- Размах крыла: 59,6 м
- Высота: 19,3 м
- Масса без топлива: 238 800 кг
- Макс. взлётная масса: 375 000 кг
- Силовая установка: 4 ТРД General Electric CF6-80C2B1, 56700 фс (250 кН) каждый
- Максимальная скорость: 1 015 км/ч (0,92 Маха)
- Крейсерская скорость: 925 км/ч (0,84 Маха)
- Дальность: 6800 морских миль (7800 миль, 13000 км)
- Рабочий потолок: 45100 футов (13700 м)

## VC-25 в популярной культуре
VC-25 «Борт номер один» является символом американского президентства наряду с Белым домом и президентской печатью, наиболее узнаваемыми символами президента США. «Борт номер один» часто является персонажем в художественной литературе и фильмах.

## Упоминания